# Памятник Дмитрию Разумовскому
Памятник Дмитрию Разумовскому (Памятник воину-освободителю детей в Беслане) установлен в Ульяновске около здания Ульяновского педагогического университета в Ленинском районе города.

## История
Дмитрий Александрович Разумовский был подполковником ФСБ, погибшим при освобождении заложников во время теракта в Беслане и посмертно удостоенным звания Героя Российской Федерации.
Идея поставить памятник уроженцу Ульяновска подполковнику Д. А. Разумовскому впервые была озвучена 21 августа 2006 года на аппаратном совещании губернатором Ульяновской области Сергеем Морозовым, и предполагалось, что на месте будущего памятника будет заложен камень. До этого в Ульяновске Разумовскому была посвящена мемориальная доска, установленная в 2005 году на здании ульяновской гимназии № 1, в которой он учился.
Автором памятника выступил ульяновский архитектор Вадим Кириллов, на которого история смерти спецназовца во время спасения детей произвела сильное впечатление. Общую идею композиции он почерпнул от однополчан Разумовского. Круг символизирует солнце и добро, он частично перекрывает
чёрный круг, олицетворяющий зло. Два разрыва в светлом круге символизируют две пули снайпера, сразившие спецназовца. Сам Дмитрий Разумовский изображён в тот момент, когда он выносит девочку из-под огня перед тем, как в него попали пули. На плитах перед фигурой Разумовского располагаются высеченные из камня его правительственные награды — 5 орденов и медалей и Золотая Звезда Героя Российской Федерации. Около памятника также установлена табличка с краткой информацией о Разумовском, теракте в Беслане и защитной деятельности сотрудников ФСБ.
Памятник был открыт 1 сентября 2007 года в день третьей годовщины бесланских событий. Его автор Вадим Кириллов получил первую премию в архитектурной номинации конкурса ФСБ 2007 года за произведения искусства, рассказывающие о деятельности ФСБ.